# Сокровище Матекумбе
«Сокровище Матекумбе» (англ. Treasure of Matecumbe) — американский приключенческий фильм режиссёра Винсента Макэвити и продюсеров Билла Андерсона и Рона Миллера. Сценарий картины авторства Дона Тэйта основан на книге Роберта Льюиса Тэйлора «Путешествие в Матекумбе» (1961). Оператор — Фрэнк Филлипс. Монтажёр  — Коттон Уорбёртон. В главных ролях — Роберт Фоксуорт, Джоан Хакетт, Питер Устинов, Вик Морроу. Премьера картины состоялась 1 июля 1976 года.

## Сюжет
По окончании Гражданской войны, бывший раб Бэн приходит на разрушающуюся плантацию Грасси, где живут сын владельца плантации — мальчик Дэйви Бёрни, его тёти Эффи и Лу и бывший раб — мальчик по имени Тэд. Бэн сообщает им, что погибший на войне отец Дэйви спрятал карту с местом, на котором указан клад, в одной из книг в доме. Той же ночью на плантацию нападают саквояжник с севера — капитан Спенглер и его люди, но тётя Эффи помогает мальчикам сбежать. Бэн вырывает карту из книги и передает её им, прежде чем Спенглер убивает его выстрелом из пистолета.
Мальчики покупают дешёвый билет на пароход, направляющийся по реке Миссисипи в Новый Орлеан. По пути они встречают безбилетницу, мисс Лориетт Пакстон, «сбежавшую невесту». Та обманом получает от попутчика-игрока 400 долларов и кольцо. Ночью вор крадет бумажник Дэйви, в котором лежат его деньги и карта. Когда Лориетт пытается помешать ему, он сталкивает девушку за борт. Мальчики прыгают в реку и спасают её. Лориетт обменивает своё кольцо на мула и телегу. Втроём они добираются до следующего города, где Лориетт сдаёт подростков шерифу как беглецов, но тем удаётся сбежать. Спенглер узнает о побеге мальчиков из тюрьмы и выходит на их след.
Дэйви и Тэд знакомятся с продавцом змеиного масла, доктором Юингом Снодграссом и присоединяются к его шоу. В следующем городе Лориетт видит их на представлении. Здесь же находятся Спенглер и его люди, которые тоже видят мальчиков на сцене. Дэйви бежит. Спэнглер хватает его и собирается столкнуть со скалы, но внезапно вмешивается Лориетт. Она угрожает Спенлеру пистолетом и прогоняет бандита. Теперь Лориетт и доктор Снодграсс понимают, что рассказ мальчиков о карте сокровищ был правдой. Основываясь на описании карты, Снодграсс вышивает её копию на носовом платке.
Дэйви предлагает найти своего дядю Джима, чей дом находится ниже по реке, в месте под названием Фрайарс-Пойнт. Используя лодку Снодграсса, они прибывают к дому Джима как раз в тот момент, когда члены Ку-клукс-клана собираются линчевать его за вмешательство в их дела, по крайней мере, так утверждает лидер расистов. Стащив одну из винтовок у членов клана, Дэйви выстрелом сбивает петлю, в то время как Тэд и доктор Снодграсс бросают в членов клана зажигательные смеси и обращают их в бегство. Друзья продолжают путь вниз по реке, остановившись на ночлег у местных прибрежных жителей. Танец Лориетт оказывается слишком провокационным для местных грубых мужчин, и Джим спасает девушку от их ухаживаний. На следующей пристани на странников внезапно нападают Спенглер и его люди, которым удалось догнать их на борту небольшого парохода. Убегая в лес, Джим уводит за собой Спенглера и его людей. Всем кажется, что Джима убивает один из людей Спенглера, лейтенант Кэтрелл. Тем временем, Снодграсс, Дэйви, Тэд и Лориетт крадут пароход, на котором догнал их Спенглер, и взрывают лодку Снодграсса, чтобы та не досталась бандитам.
В Новом Орлеане четвёрка садится на поезд, направляющийся во Флориду. Их замечают люди Спенглера. Добравшись до города Тампа в штате Флорида, друзья нанимают местного проводника Кутера Скэггса, чтобы тот провёл их через Эверглейдс в Матекумбе. Однако Скэггс приводит их к Спенглеру. Доктор Снодграсс передает капитану копию карты, чтобы спасти жизнь Дэйви. Спенглер и его люди бросают пленников на болоте и направляются в Матекумбе. Через несколько часов друзья с удивлением видят, как дядя Джим подплывает к ним на лодке в сопровождении своего друга-семинола Чарли. Они решают добраться до острова и места сокровищ на лодке Чарли, который предупреждает их о том, что место, куда они направляются, находится на территории опасного племени индейцев-пума.
Друзья находят место, где зарыт клад, и сразу после этого на них обрушивается ураган. Снодграсса уносит в море гигантская волна. Остальные натыкаются на кладбище индейцев-пума и укрываются в склепе вождя. После того, как ураган проходит, они выкапывают сокровища. Но тут их снова настигают Спенглер и его людьми. Бандиты преследуют Дэйви и Тэда, которые приводят их на кладбище, где уже находятся индейцы-пума. Спенглер и его люди оскверняют несколько могил индейцев, преследуя мальчиков. Бандиты останавливаются, увидев сундук с сокровищами, и тут они попадают в ловушку. Индейцы-пума, которых не интересует сундук, уводят злодеев, чтобы сделать из них своих «скво» — пожизненных рабов.
Дэйви и его друзья забирают клад и возвращаются на морской берег, где находят раненого, но живого доктора Снодграсса. Джим и Лориетт влюблены друг в друга. Они соглашаются переехать на плантацию Грасси, вместе с Дэйви и Тэдом. Дэйви предлагает доктору Снодграссу присоединиться к ним.

## В ролях
| Актёр              | Роль                  |
| ------------------ | --------------------- |
| Джонни Доран       | Дэйви Бёрни           |
| Билли Аттмор       | Тэд                   |
| Роберт Фоксуорт    | дядя Джим             |
| Джоан Хакетт       | Лориетт Пакстон       |
| Питер Устинов      | Доктор Юинг Снодграсс |
| Вик Морроу         | капитан Спенглер      |
| Джейн Уайетт       | тётя Эффи             |
| Вирджиния Винсент  | тётя Лу               |
| Роберт Дукуй       | Бэн                   |
| Миллс Уотсон       | Кэтрелл               |
| Дон Найт           | Кутер Скэггс          |
| Даб Тэйлор         | шериф Форбс           |
| Дик Ван Паттен     | игрок                 |
| Джордж Линдси      | шериф Коахома         |
| Джон Майерс        | капитан Бумер         |
| Логан Рэмси        | Коли                  |
| Валентин де Варгас | Чарли                 |
| Джонатан Дэйли     | Пакстон Фэрроу        |
| Уорд Донаван       | шериф Коффи           |
| Джеймс Бродхед     | жених                 |
| Джон Стэдмэн       | проводник             |
| Рекс Холман        | информатор            |
| Клинт Ричи         | капитан плоскодонки   |
| Кен Ренард         | клиент                |
| Брайон Джеймс      | Рустобут              |
| Джон Хейс          | погонщик мулов        |
| Джон Флинн         | человек Спенглера     |
| Луи Элиас          | человек Спенглера     |
| Ричард Райт        | человек Спенглера     |
| Дэвид Кэсс         | человек Спенглера     |

## Производство
Съёмки картины проходили в городе Данвилл в штате Кентукки, на берегу реки Сакраменто у города Колуса в штате Калифорния и на ранчо Голден-Оук компании Уолт Дисней Продакшен в том же штате. Финальная сцена с ураганом была снята на острове Дискавери в парке Уолта Диснея.

## Музыка
Музыку к фильму написал композитор Бадди Бейкер. Во вступительных титрах картины в исполнении Ди Мюррея, Джима Хааса, Найджела Олссона и Тома Бахлера звучит песня «Матекумбе», написанная Ричардом Маккинли и Шейном Татумом.